# Airton Lima
José Airton Ribeiro de Lima, mais conhecido como Airton Lima, (Fortaleza, 23 de abril de 1958) é um pastor brasileiro e político filiado ao Podemos (PODE).

## Biografia

### Início de vida
José Airton Ribeiro de Lima nasceu em Fortaleza, Ceará, em 23 de abril de 1958. É pastor da Igreja do Evangelho Quadrangular, onde atua como superintendente regional. Reside em Cachoeira do Sul, Rio Grande do Sul, há 18 anos.

## Carreira política
Airton Lima iniciou sua carreira política como vereador em Itatinga, no interior de São Paulo.
Em 2004 concorreu pelo PTB, sob o nome de urna de Pastor Airton, ao cargo de vereador no município de Triunfo conseguindo 36 votos e ficando como suplente.
Nas eleições estaduais de 2014, concorreu para o cargo de deputado estadual à Assembleia Legislativa do Rio Grande do Sul na 54ª legislatura (2015-2019) pelo PTB obtendo 31.924 votos e ficando como suplente.
Nas eleições estaduais de 2018, concorreu novamente para o cargo de deputado estadual à Assembleia Legislativa do Rio Grande do Sul na 55ª legislatura (2019-2023) desta vez pelo PR obtendo 25.679 votos e foi eleito.
Como deputado, Airton Lima expressou apoio ao então presidente eleito Jair Bolsonaro, acreditando que sua eleição abriria um novo horizonte para o Brasil, com combate à corrupção, administração transparente, crescimento econômico e redução do desemprego. Em relação ao Rio Grande do Sul, ele manifestou confiança no governador eleito Eduardo Leite, defendendo a colaboração para resolver as dificuldades fiscais do estado e apoiar o que for benéfico para a população gaúcha.
Em 2022, Airton Lima deixou o PL e filiou-se ao Podemos.
Nas eleições de 2022, tentou a reeleição para deputado estadual pelo Podemos, obtendo 27.116 votos e ficando como suplente. Assumiu o mandato como suplente em exercício com a indicação de Ronaldo Santini para a Secretaria de Desenvolvimento Rural.

## Desempenho eleitoral
| Ano  | Eleição                       | Partido | Cargo             | Votos  | Resultado | Ref.  |
| ---- | ----------------------------- | ------- | ----------------- | ------ | --------- | ----- |
| 1992 | Municipal em Itatinga         | –       | Vereador          | –      | Eleito    | [ 1 ] |
| 2004 | Municipal em Triunfo          | PTB     | Vereador          | 36     | Suplente  | [ 2 ] |
| 2014 | Estadual no Rio Grande do Sul | PTB     | Deputado estadual | 31.924 | Suplente  | [ 3 ] |
| 2018 | Estadual no Rio Grande do Sul | PR      | Deputado estadual | 25.679 | Eleito    | [ 4 ] |
| 2022 | Estadual no Rio Grande do Sul | PODE    | Deputado estadual | 27.116 | Suplente  | [ 7 ] |